# 43999 Gramigna
43999 Gramigna este un asteroid din centura principală de asteroizi.

## Descriere
43999 Gramigna este un asteroid din centura principală de asteroizi. A fost descoperit pe 31 august 1997 la Pianoro de Vittorio Goretti. El prezintă o orbită caracterizată de o semiaxă mare de 2,14 ua, o excentricitate de 0,06 și o înclinație de 1,6° în raport cu ecliptica.